# Solleveld

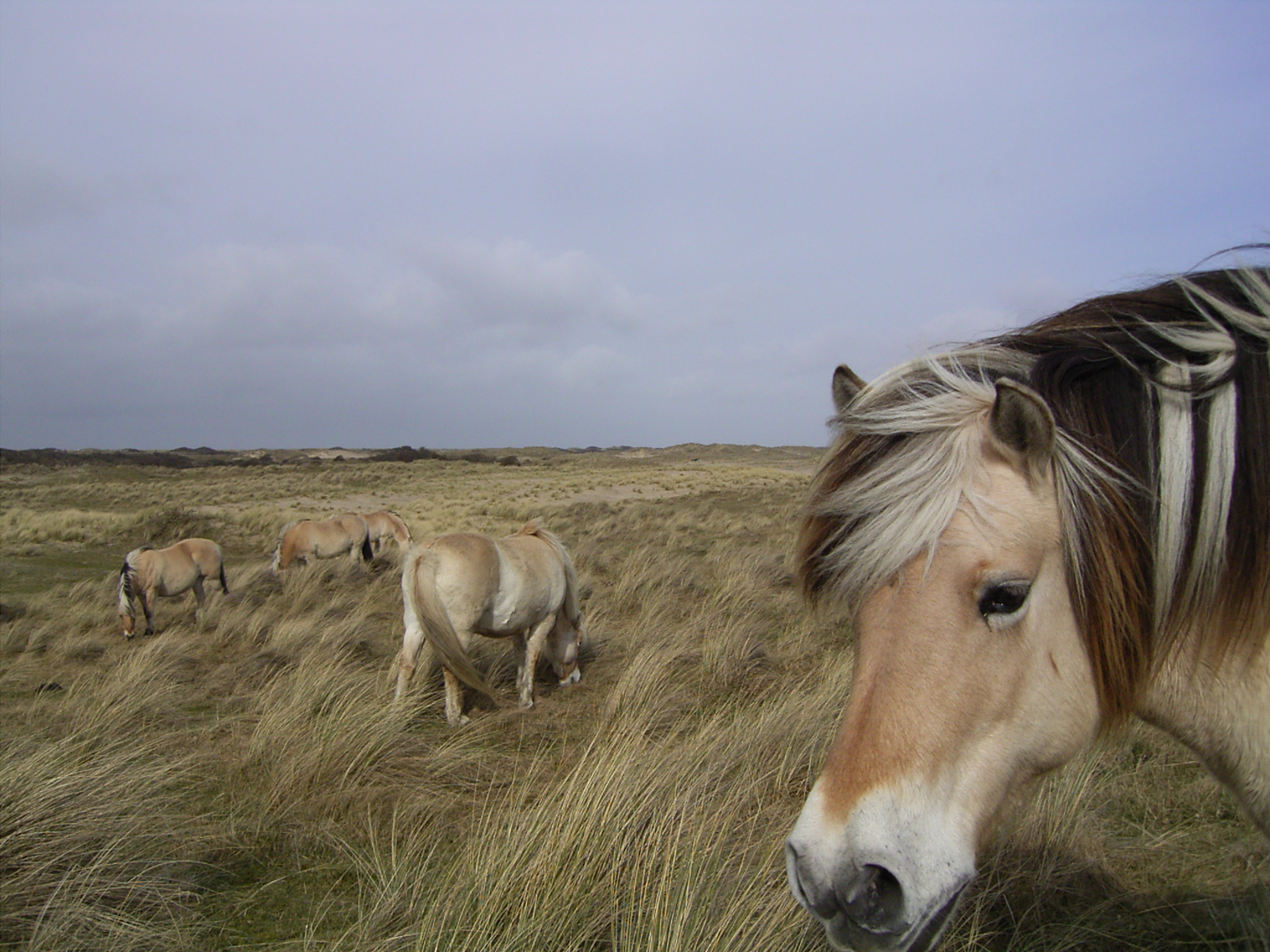
Het gebied wordt begraasd door Noorse fjordenpaarden

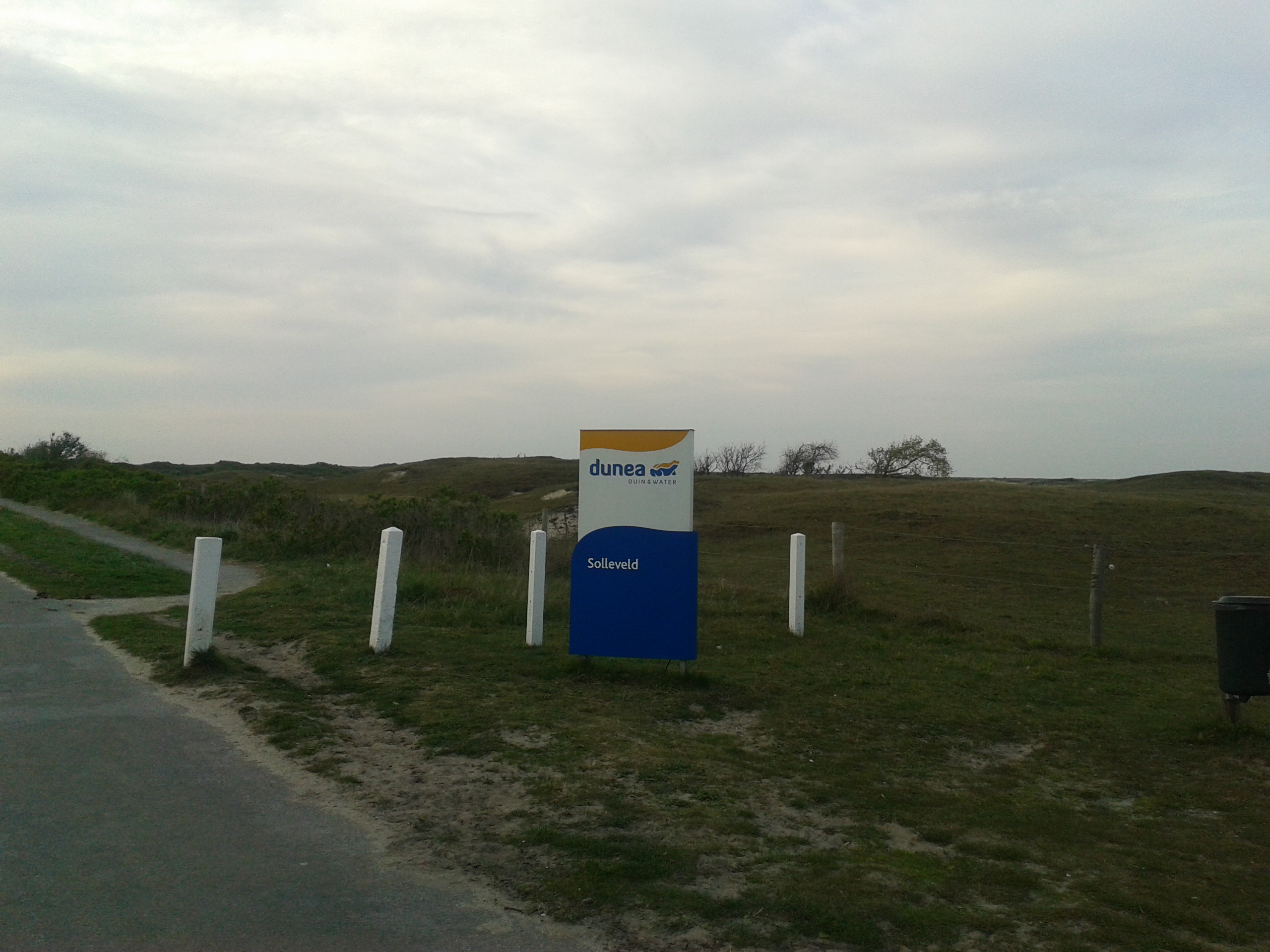
Solleveld wordt door Dunea gebruikt voor waterzuivering

Solleveld is een natuurmonument tussen Kijkduin en Monster. Dit natuurmonument bestaat uit een aantal verschillende gebieden: Solleveld, Dorestad, Ockenrode, Van Leijdenhof, Hyacintenbos en Ockenburg. Er zijn verschillende eigenaren waaronder Delfland voor de duinstrook langs de zee, Dunea voor Solleveld, het Zuid-Hollands Landschap voor Van Leijdenhof en Hyacintenbos en de gemeente Den Haag voor Ockenburg. Ockenrode en Dorestad zijn particulier eigendom. Solleveld is samen met de zuidelijker gelegen Kapittelduinen en het Staelduinse Bos aangewezen als Natura 2000 gebied onder de naam Solleveld & Kapittelduinen.

## Kenmerken
Solleveld wijkt af van de meeste andere Zuid-Hollandse duingebieden doordat het voor het overgrote deel bestaat uit ‘oude duinen’ die in hoge mate ontkalkt zijn. Bijzonder in deze ontkalkte duinen zijn enkele heideterreintjes, die evenals andere landschapselementen herinneren aan het historische, agrarische gebruik. Het gebied is niet heel reliëfrijk en bestaat uit duinen, duinbossen, graslanden, duinheiden, struwelen, ruigten en plassen. Aan de binnenduinrand liggen een aantal oude landgoedbossen met een rijke stinzeflora.
Het gebied is rijk aan flora en fauna. Kenmerkende broedvogels zijn voor het open duin onder andere roodborsttapuit, sprinkhaanzanger, nachtegaal en graspieper. In de landgoedbossen komen onder andere boomklever, kleine bonte specht en glanskop voor. In Solleveld komen ook rugstreeppad en zandhagedis voor. Hiernaast is Solleveld rijk aan planten, vleermuizen en paddenstoelen.

## Geschiedenis
In oktober 2004 verrichtte de archeologische dienst van Den Haag in Solleveld opgravingen en trof een grafveld aan uit de 6e-7e eeuw. Hierin zijn onder andere een graf van een krijger gevonden met de restanten van een zwaard en schild. Ook werd een zogenaamd bootgraf aangetroffen.
In de periode 2004-2006 is de drinkwatercapaciteit uitgebreid tot 8 miljard liter. Hiertoe zijn de bestaande infiltratieplassen in het noorden van het gebied verbreed en verdiept. De infiltratieplassen in het zuidelijk deel zijn afgebouwd.
Solleveld zelf is sinds 2020 voor iedereen toegankelijk na aanschaf van een dagkaart via de website van Dunea. Het aantal toegangsbewijzen is beperkt ter bescherming van het gebied. De andere gebieden zijn vrij opengesteld (Ockenburg, Hyacintenbos, Van Leijdenhof) of niet toegankelijk (Ockenrode, Dorestad).